# Elizabeth Zharoff
Elizabeth McCune (nascida Ford), conhecida profissionalmente como Elizabeth Zharoff, é uma YouTuber, designer de som de videogames e cantora de ópera americana. Depois de ter deixado sua carreira de cantora de ópera em suspenso, ela se dedicou aos tópicos de voz e canto em seu canal no YouTube, "The Charismatic Voice". Ela trabalha principalmente como treinadora de voz, cantora e arranjadora de trilhas sonoras de videogames. Ela também entrevista vocalistas de rock. Seu canal no YouTube, desde julho de  2023, tem mais de 247 milhões de visualizações e mais de 1,46 milhões de assinantes.

## Vida e educação
Elizabeth Zharoff cresceu em Wenatchee, Washington, onde estudou na Wenatchee High School. Depois de passar um ano na França após o ensino médio, ela se matriculou na Pacific Lutheran University em 2005. Em 2007, ela foi transferida para o Conservatório de Música de Oberlin em Oberlin, Ohio, onde obteve o diploma de bacharel em performance vocal em 2009. Ainda estudante no Conservatório de Música de Oberlin, Zharoff participou em vários concursos musicais de prestígio e fez sua estreia como solista no Carnegie Hall em 2009. No mesmo ano chegou às semifinais das audições do Conselho Nacional da Metropolitan Opera e, dois anos depois, chegou à final do Concurso Rainha Elisabeth. Em 2012 ela completou seu mestrado em canto lírico pelo Curtis Institute of Music da Filadélfia.
Zharoff é casada e mora em Tucson, Arizona.

## Carreira

### Ópera
Após os primeiros compromissos na Ópera Philadelphia, Zharoff foi membro do Young Ensemble da Semperoper na temporada 2012/13, onde cantou Pamina na Flauta Mágica de Mozart e Violetta em La traviata de Verdi. Além de encarnar outros papéis de soprano em várias casas de ópera, ela apareceu no palco de concertos com a Orquestra de Cleveland e executou uma peça de câmara composta para ela por Richard Danielpour. Na temporada 2013/14, fez sua estreia como Giunia em Lucio Silla na Opéra National de Bordeaux.
Ingrid Gerk elogiou a atuação de Zharoff em uma produção decepcionante de La traviata na Ópera Nacional Inglesa em 2015:

Elizabeth Zharoff foi a mais convincente. Mesmo que a voz no forte tenha soado um pouco áspera, a altura tenha sido ocasionalmente uma nuance muito baixa e um vibrato superficialmente (visível e) audível tenha diminuído um pouco a impressão geral em close-up, no decorrer da apresentação ela mostrou resistência e concentração e estava tocando suas belas passagens de piano com alma."
Ela disse sobre sua própria performance de Violetta em La Traviata:

Essa produção é difícil porque não há intervalo. Vocalmente, não sei se é uma diferença tão grande para mim, mas emocionalmente e mantendo o foco - isso é difícil. O fato de estar disposta a ficar vulnerável por tanto tempo torna Violetta muito mais pessoal para mim. É quase deprimente estar em seu estado. Não sou o tipo de cantora que age de fora para dentro; faço o possível para me colocar na posição dela e me basear em minhas próprias experiências de vida para torná-la real. No final, quando termino, digo: "Nossa, ainda bem que ela morreu, assim posso deixar tudo isso para trás".

### YouTube
Em agosto de 2014, Zharoff lançou seu próprio canal no YouTube, "The Charismatic Voice", sob o lema "Desmystifying singing" (Desmistificando o canto), no qual ela aborda muitas facetas da voz humana e do canto. Depois que o número de assinantes aumentou muito durante o primeiro ano da pandemia de COVID, ela contratou um assistente no verão de 2020. Sua abordagem é enviar vídeos de reação nos quais ela analisa e comenta diversos aspectos vocais. Por sugestão de seus assinantes, ela passou a dedicar sua análise a cantores de rock e metal, que nunca tinha ouvido falar, como Ronnie James Dio e Rob Halford e, cada vez mais, a vocais extremos e guturais, apresentando subgêneros como o deathcore. Em janeiro de 2021, ela também começou a realizar "entrevistas da hora do chá" em vídeo à distância com cantores conhecidos. Os primeiros convidados incluíram Alissa White-Gluz, James LaBrie, Will Ramos e Devin Townsend.

### Jogos eletrônicos
Ela também arranja partes vocais para videogames de vários gêneros, incluindo o jogo de estratégia em tempo real 0 A.D. e o jogo de aventura point-and-click Elsinore, lançado em 2019 e que foi indicado para "Melhor Composição Coral Original", "Melhor Original Song" com "Fair as a Rose" e "Melhor Álbum de Trilha Sonora Original" no 18º Prêmio Anual Game Audio Network Guild.

### Treinamento vocal
Zharoff oferece cursos online como treinadora de voz.

## Repertório de ópera
- Samuel Barber : Antony and Cleopatra – Cleopatra
- Vincenzo Bellini : La sonnambula - Amina
- Charles Gounod : Faust - Marguerite
- Leoš Janáček : The sly little vixen – Sly little vixen
- Claudio Monteverdi : L'incoronazione di Poppea - Drusilla
- Wolfgang Amadeus Mozart : The Abduction from the Seraglio - Konstanze
- Wolfgang Amadeus Mozart : A Flauta Mágica - Pamina
- Wolfgang Amadeus Mozart : Lucio Silla - Giunia
- Igor Stravinsky : The Rake's Progress - Anne Trulove
- Giuseppe Verdi : La traviata – Violetta
- Kurt Weill : Street Scene - Anna Maurrant

## Ludografia

### Trilhas sonoras originais
- 2017: Aven Colony[11]
- 2018: Where the Water Tastes Like Wine
- 2018: Yoku's Island Express
- 2018: 0 AD
- 2019: Devolver Digital Cinematic Universe: Phase 1 Original Soundtrack
- 2019: Elsinore
- 2020: Lost Words: Beyond the Page
- 2021: Ambition: A Minute in Power

### Compilações
- 2016: Successor: Final Fantasy VIII Remixed[11]
- 2016: Mobius: Sonic the Hedgehog Remixed
- 2016: Pattern: An Homage to Everybody's Gone to the Rapture
- 2016: Enraptured: BioShock Remixed
- 2016: Fallen: An Undertale Tribute
- 2016: Song Cycle: The History of Video Games
- 2017: Zodiac: Final Fantasy Tactics Remixed
- 2017: Tesseract: An Acoustic FEZ Album
- 2017: Spira: Music from Final Fantasy X (Besaid Mix)
- 2018: Fate: A Tribute to Majora's Mask
- 2019: Exile: A Tribute to Supergiant Games
- 2019: Resurrection of the Night: Alucard's Elegy
- 2019: Epoch: A Tribute to Chrono Trigger
- 2020: Flamesgrace: A Tribute to Octopath Traveler